# دانشکده دندانپزشکی زاهدان
دانشکده دندانپزشکی دانشگاه علوم پزشکی زاهدان یکی از دانشکده‌های دندانپزشکی ایران وابسته به دانشگاه علوم پزشکی زاهدان در زاهدان است.

## تاریخچه
دانشکده دندانپزشکی زاهدان در سال ۱۳۷۳ بنیانگذاری شد. هم‌اکنون ریاست این دانشکده را سیروس ریسباف فکور برعهده دارد.